# کبک هاینان
کبک هاینان (نام علمی: Arborophila ardens) نام یک گونه از سرده کبک‌های تپه است.